# Gregor Huber
Gregor Huber (* 10. Februar 1879 in Hintereggen, Gem. Deutsch-Griffen; † 4. Januar 1941 ebenda) war ein österreichischer Landwirt und Politiker.

## Leben
Huber war der Sohn des Landwirts und Besitzers der Stöcklerhube in Hintereggen Gregor Huber (* 7. März 1846) und dessen Ehefrau Maria geb. Walcher (* 10. Februar 1854; † 17. August 1897). Er war römisch-katholisch und heiratete am 1. Juli 1916 Maria Grantner (* 29. Dezember 1897; † 20. Mai 1986). Aus der Ehe ging mindestens ein Sohn und eine Tochter hervor.
Huber besuchte die Volksschule in Deutsch-Griffen und bildete sich als Autodidakt weiter. Er war Landwirt und Gutsbesitzer vulgo Brunner in Ratzendorf. Von 1915 bis 1918 war er Unteroffizier im Ersten Weltkrieg, danach Teilnahme am Kärntner Abwehrkampf.
Zwischen 1911 und 1922 und erneut von 1928 bis 1938 amtierte er als Bürgermeister der Gemeinde Deutsch-Griffen. Er war Mitglied des Kärntner Landbundes.
Im Ständestaat war er vom 19. November 1934 bis zum 11. März 1938 als Vertreter von Land- und Forstwirtschaft Mitglied im Ständischen Kärntner Landtag. Im Landtag war er Mitglied des Finanzausschusses.